# DB 423 sorozat
A DB 423 sorozat egy német S-Bahn-forgalmú villamosmotorvonat-sorozat, melyet eredetileg a München-környéki közlekedéshez fejlesztettek ki.

## Története
A járműtípust az 1970-es években kifejlesztett 420 sorozatú motorvonatok pótlására rendelték meg. Az első, a 423 sorozatra vonatkozó megrendelést a Német Vasutak (DB) és a gyártó cégek 1995 áprilisában írták alá 100 db négyrészes motorvonatra, azóta még további 362 db-bal nőtt a megrendelt motorvonatok száma.

## Felépítése
A 423 sorozat azonos járműcsaládba tartozik 424, 425 és 426, de a négy típus közül jellemzőiben ez tér el a legjobban a társaitól. A motorvonat végig magas padlós, ezért a tervezőknek itt viszonylag könnyebb feladatot jelentett a gép berendezések elhelyezése, nem volt szükség a másik három típusnál alkalmazott rendkívül alacsony transzformátorra. Tekintettel arra, hogy ezt a típust kizárólag S-Bahn forgalomra szánták így a jármű keresztmetszete az G2-EBO profilnak megfelelően lett kialakítva, ezért mintegy 180 mm-rel szélesebb, mint az UIC 505-1 előírást követő társaié. Szintén a felhasználásból fakadóan nem volt követelmény a WC, viszont oldalanként 8 helyett 12 db villamos működésű kétszárnyú beszállóajtót alakítottak ki. Az önhordó kocsiszekrények integrált építési technológiával készülnek extrudált alumínium profilokból, melyhez ragasztással rögzítették a szélvédőket és kereteket. Az ablakok többrétegű, hőszigetelt biztonsági üvegezésűek A korábbi generációs S-Bahn-motorvonatokhoz, a 420 sorozathoz hasonlóan a négyrészes szerelvény hosszát mintegy 70 méterben állapították meg. A 420 sorozattal szemben azonban a 423 sorozatnak a vonat teljes hosszában átjárhatónak és átláthatónak kellett lennie, a tereket csak üvegajtók határolhatták. Ennek érdekében a típust Jacobs-forgóvázas csuklós motorvonatként alakították ki az egyes kocsirészek (tagok) közötti zárt átjáróval. A 423 sorozat következő elemei azonos kivitelűek a 424, 425 és 426 sorozatokéval:
- szélvédők
- ülések és szemetesek
- vezetőállások
- utastájékoztató rendszer
- Scharfenberg-kapcsolókészülék
- légfék és fékvezérlés
- áramszedő, főmegszakító, primer feszültségváltó
- vezérlési elemek
- diagnosztika

A járművet két, szinte teljesen egyforma részre (1. és 2. tag, illetve 3. és 4. tag) osztották. Mindkét részben egy-egy vezérlőegység, egy-egy 1,2 MVA-es transzformátor (1.,4. tag), egy-egy vontatási áramirányító (1.,4. tag), egy-egy segédüzemi áramellátó rendszer (2.,3. tag), egy-egy fékvezérlővel (1.,4. tag) kiegészített légfékberendezés (2.,3. tag) és egy-egy, eredetileg Mesa 2002, jelenleg GSM-R típusú rádióegység található.
A többi berendezés nem redundáns, ezek az alábbiak szerint kerültek elhelyezése:
- 1. tag: LZB típusú vonatbefolyásoló
- 2. tag: áramszedő és főmegszakító
- 3. tag: légsűrítő
- 4. tag: a mozdony thermofach-ja és az utastájékoztató rendszer központja.

Egy vontatási áramirányító a hozzátartozó szélső forgóváz és a külső Jacobs-forgóváz mindkét tengelyét hajtó, összesen négy vontatómotor háromfázisú váltakozóáramú táplálását látja el, illetve alkalmas visszatápláló fékezésre is. Magyar vonatkozású érdekesség, hogy a vontatómotorokat jelentős részben a Ganz Transelektro cég szállította. A középső Jacobs-forgóváz se nem hajtott, se nem fékezett.
Több vonat szinkronban történő közlekedtetése esetére a járművek két végén önműködő Scharfenberg-típusú ütköző-vonó készülék biztosítja a gyors össze- és szétkapcsolást. A járművek összekapcsolhatók a 420, 424, 425 és 426 sorozatokkal is, de ezeket csak vontatni tudja, a villamos csatlakozások nem kompatibilisak.
Mind az utastér, mind a vezetőállások klimatizáltak. A vizuális utastájékoztató rendszer kijelzői a járművek homlokán és oldalán is megtalálhatóak, továbbá automatikus hangosbemondás tájékoztat a vonal számáról, a végállomásról, a következő megállóról és az átszállási lehetőségekről.
A motorvonatot felszerelték egy olyan berendezéssel is, mely tehermentesíti a járművezetőt az ajtók figyelésétől, helyette a fénysorompó vette át a szerepet. Azonban két, a rendszermeghibásodásából eredő baleset után újra előírták a járművezetőnek az ajtók figyelését, míg három szinkron motorvonat esetén egy vonatkísérő is segít.
A Szövetségi Vasúti Hivatal 2007. szeptember 29-i hatállyal a 423, 424, 425 és 426 sorozatú motorvonatok fékszázalékát 142-ről 110%-ra szállíttatta le. Ezáltal jelzőirányítású üzemben (a PZB M-üzemmódjában) a legnagyobb sebesség 120 km/h lett, míg LZB-üzemben a fékszázalék csökkenése miatt a legnagyobb sebesség 140 km/h.

## Továbbfejlesztése
A 423 sorozat továbbfejlesztéseként készül 2008-tól a 422 sorozatjelzésű, szintén S-Bahn-motorvonat, melynél a legfeltűnőbb változás az új homlokrész. Természetesen számos egyéb módosítást is végrehajtottak a 423 sorozat tapasztalatai alapján.

## Képek

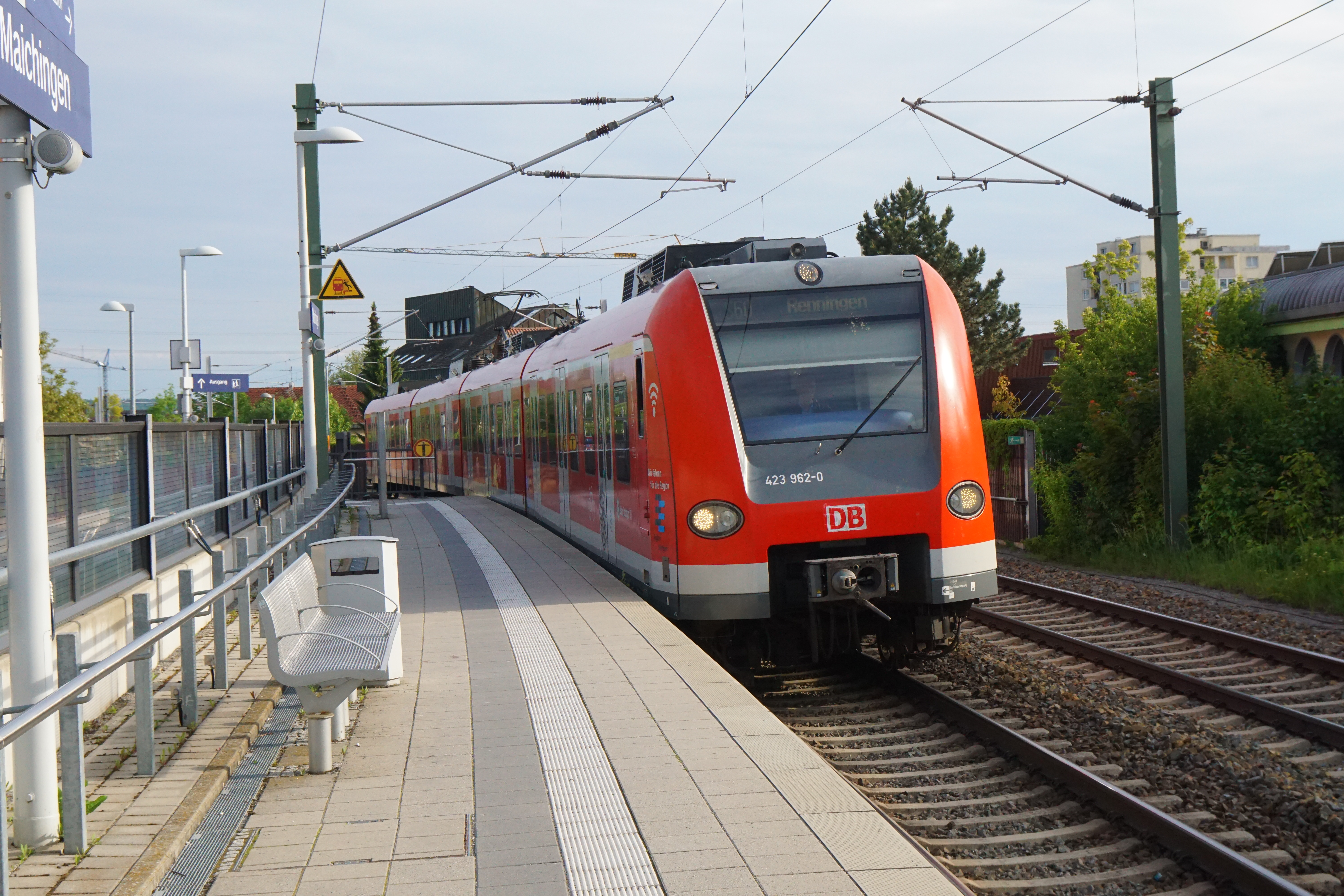
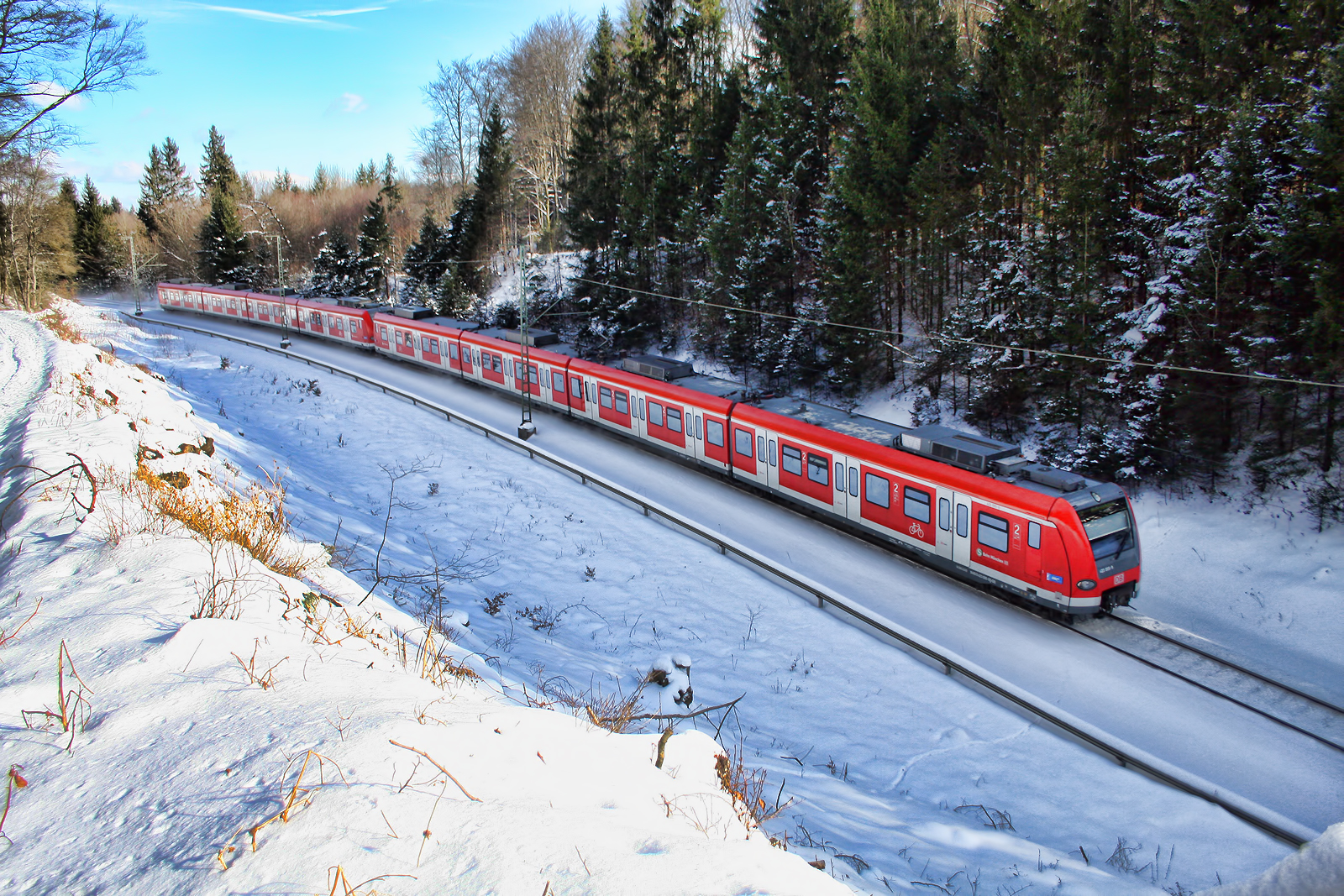
S-Bahn München közelében az S8-as vonalán
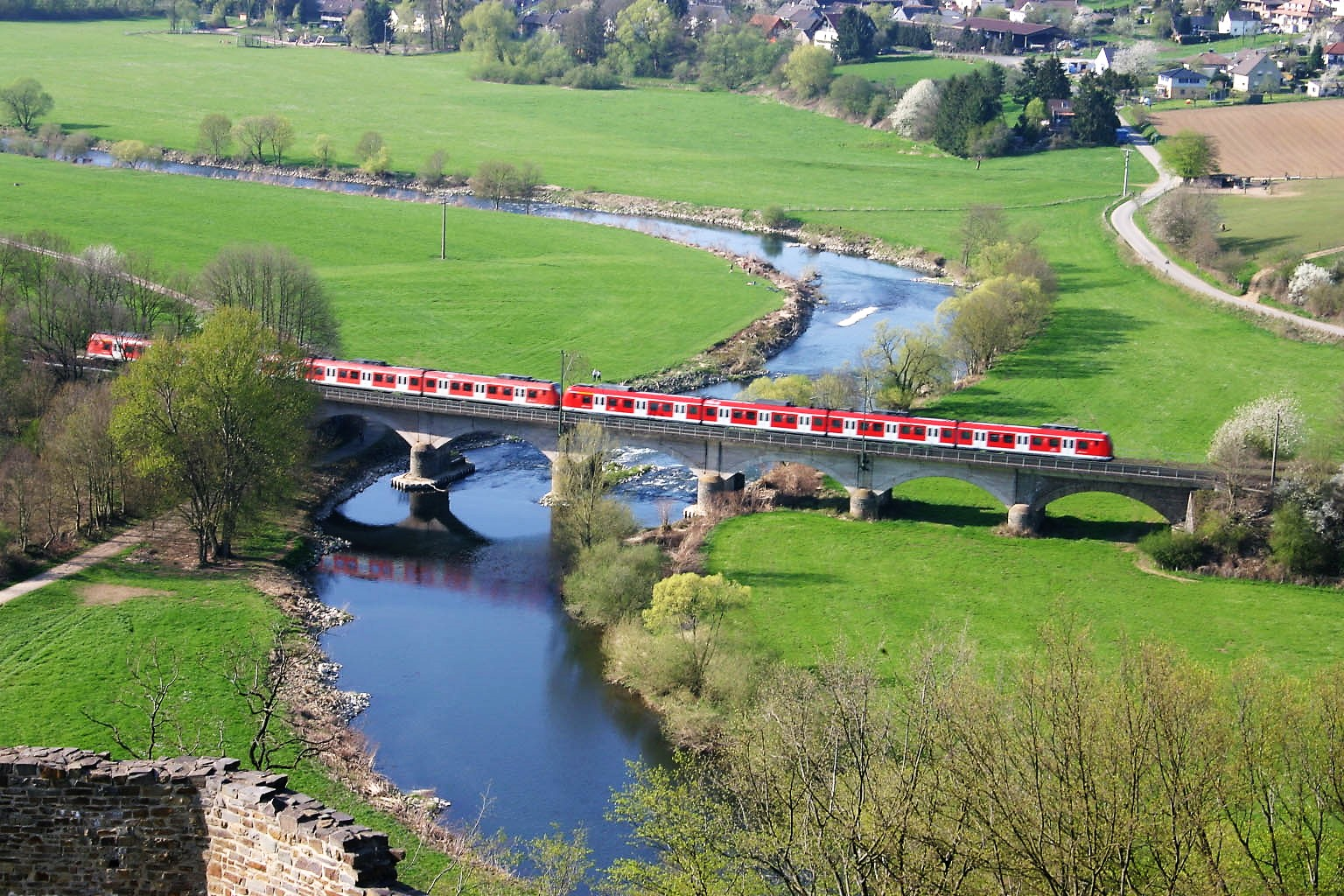
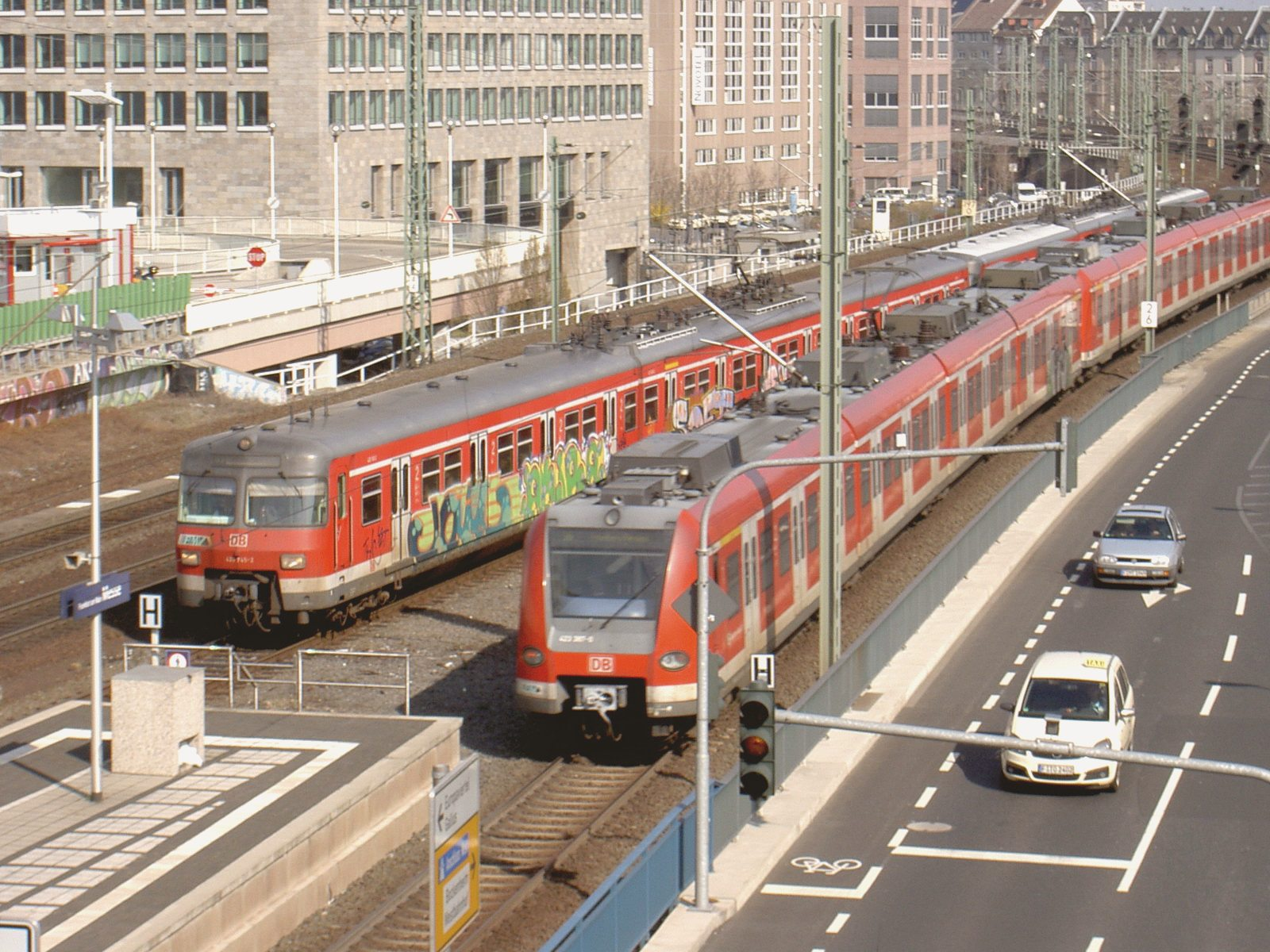
Frankfurtban egy DB 420 sorozat társaságában
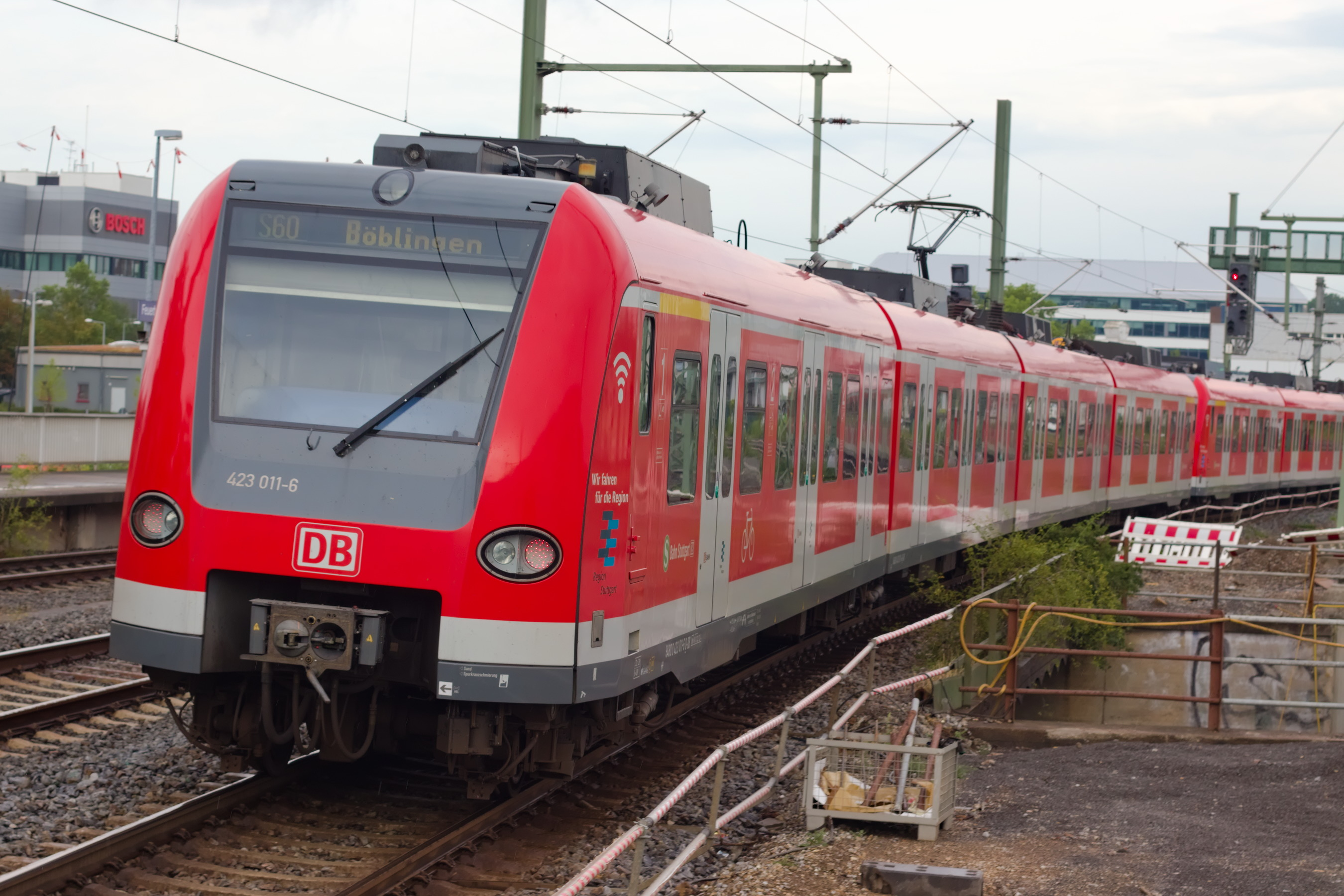
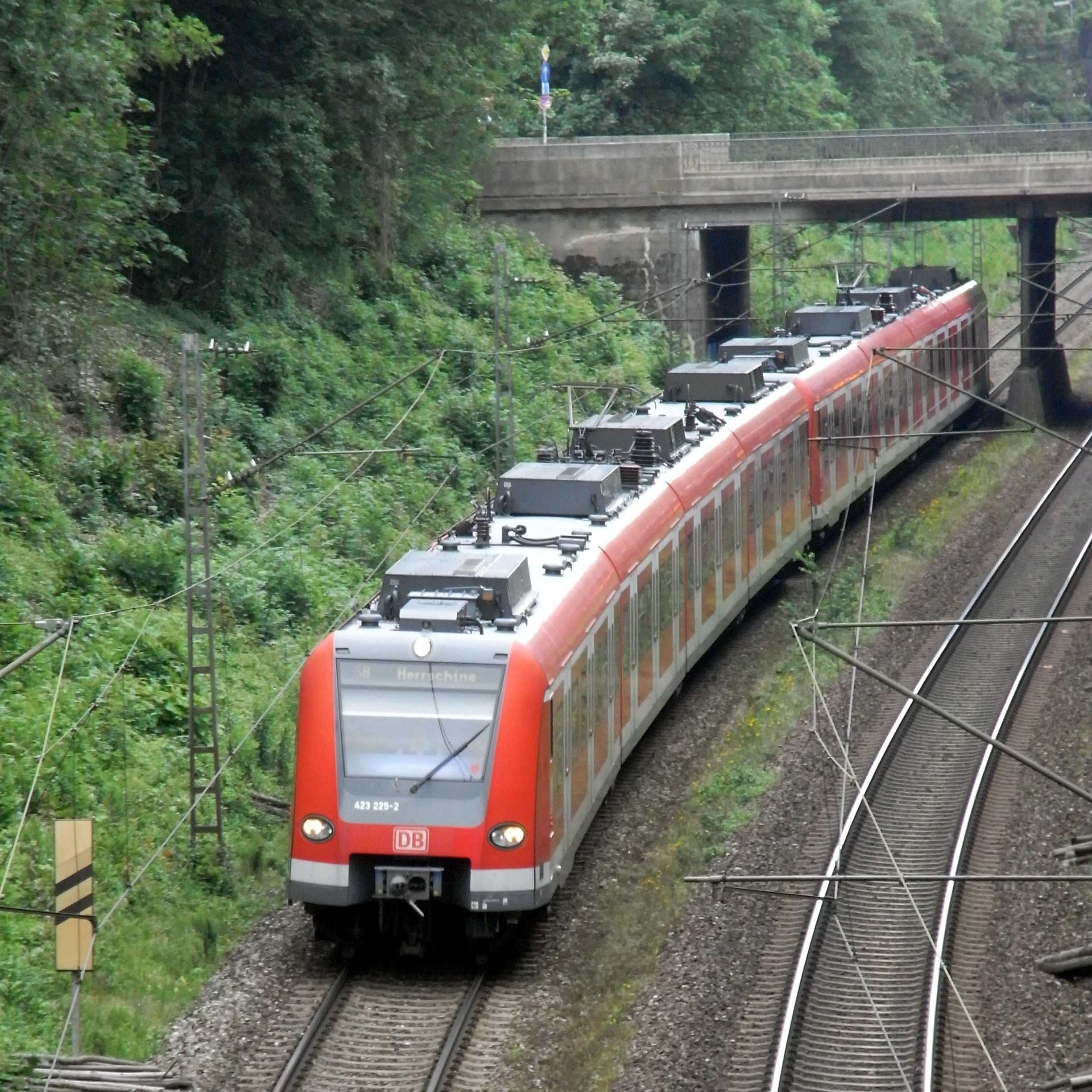
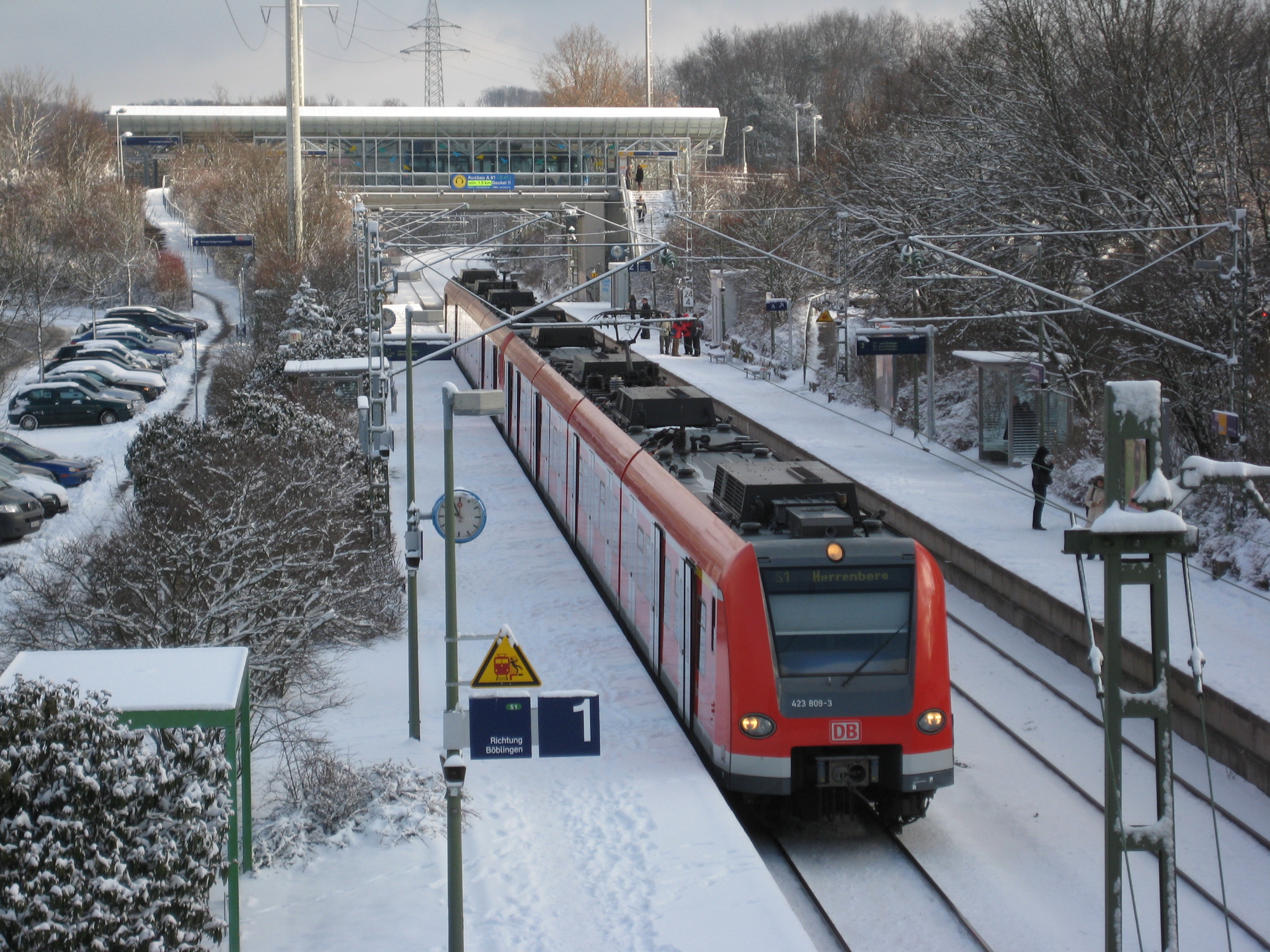